# Rocca Pia
Rocca Pia är en ort och kommun i provinsen L'Aquila i regionen Abruzzo i Italien. Kommunen hade 176 invånare (2018).